# Urby Emanuelson
Urby Emanuelson, född 16 juni 1986 i Amsterdam, är en nederländsk fotbollsspelare med rötter från Surinam.

## Karriär
Emanuelson kom till den nederländska klubben Ajax från Voorland SC i sina yngre år. I Ajax spelade han huvudsakligen vänsterback med vissa insatser på mittfältet. 
Den 23 januari 2011 blev det klart att Emanuelson flyttar till Milan. I Milan omskolades han till mittfältare. 

## Statistik
| Säsong  | Klubb    | Liga           | Ligamatcher | Ligamål |
| ------- | -------- | -------------- | ----------- | ------- |
| 2004/05 | Ajax     | Eredivisie     | 3           | 0       |
| 2005/06 | Ajax     | Eredivisie     | 26          | 1       |
| 2006/07 | Ajax     | Eredivisie     | 31          | 3       |
| 2007/08 | Ajax     | Eredivisie     | 31          | 3       |
| 2008/09 | Ajax     | Eredivisie     | 32          | 4       |
| 2009/10 | Ajax     | Eredivisie     | 31          | 5       |
| 2010/11 | Ajax     | Eredivisie     | 18          | 1       |
| 2010/11 | Milan    | Serie A        | 9           | 0       |
| 2011/12 | Milan    | Serie A        | 30          | 2       |
| 2012/13 | Milan    | Serie A        | 12          | 1       |
| 2012/13 | Fulham   | Premier League | 13          | 1       |
| 2013/14 | Milan    | Serie A        | 24          | 0       |
| 2014/15 | Roma     | Serie A        | 2           | 0       |
| 2014/15 | Atalanta | Serie A        | 9           | 0       |
| Total   | Total    | Total          | 271         | 21      |